# 4830 Thomascooley
A 4830 Thomascooley (ideiglenes jelöléssel (4830) 1988 RG4) a Naprendszer kisbolygóövében található aszteroida. Henri Debehogne fedezte fel 1988. szeptember 1-jén.